# Pispala kyrka
Pispala kyrka (finska: Pispalan kirkko) är en kyrkobyggnad i Tammerfors i Finland. Den ligger i stadsdelen Pispala och tillhör Harju församling inom Evangelisk-lutherska kyrkan i Finland.

## Kyrkobyggnaden
En tidigare träkyrka i Pispala brann 1968. Nuvarande kyrka ritades av arkitekten Jaakko Ilveskoski och färdigställdes samt invigdes i augusti 1971. Kyrkan är en förlängning av ett församlingshus som uppfördes 1949 efter ritningar av Bertel Strömmer.

## Inventarier
- I kyrkorummet finns en predikstol som bär årtalet 1660.
- År 2011 fick kyrkan en ny, 24-stämmig orgel, tillverkad av Martti Porthans orgelbyggeri.